# Broken Sword
Broken Sword és una sèrie d'aventures gràfiques creada per la companyia Revolution Software. L'argument dels jocs segueixen les aventures de George Stobbart i Nicole Collard en aventures fictícies basades en història i mitologia. Els primers dos jocs de la sèrie funcionen amb un sistema tradicional d'aventura gràfica en dues dimensions en el qual el jugador pot interaccionar amb l'escenari animat. El tercer joc és en 3D i permet controlar el personatge mitjançant un sistema de control directe. El quart, que també és en 3D, combina el sistema tradicional amb el sistema de control directe.

## Broken Sword: The Shadow of the Templars
(Conegut com a "Broken Sword: La leyenda de los templarios" en castellà, "Les Chevaliers du Baphomet" en francès, "Baphomets Fluch" en alemany i "Circle of Blood" als Estats Units)
Aquest primer joc de la sèrie va aparèixer el 1996, i va fer ser publicat internacionalment per Virgin Interactive Entertainment. George Stobbart és un turista americà de viatge a París durant la tardor d'un any sense especificar (tot i que una de les primeres línies de monòleg especifica que és el final del mil·lenni). La història comença quan un home vestit de pallasso i que duu un acordió deixa una bomba a la cafeteria on en George casualment s'està prenent un descans. Després de recuperar-se, descobreix que un home ha mort durant l'explosió, i el seu primer encontre amb la periodista francesa Nicole Collard, del diari parisenc (fictici) La Liberté, l'informarà que l'objectiu de l'assassí disfressat era aquell home, el qual ella mateixa havia d'entrevistar. Això portarà els personatges a investigar una trama que involucra els Templers i la Secta dels Assassins. Per fer això, hauran de viatjar a diversos països i resoldre enigmes fins a descobrir la clau del misteri.
A part de la temàtica fosca i el nombre de morts, l'atmosfera del joc és més alegre del que podria semblar i els diàlegs i situacions estan esquitxats d'humor sarcàstic. El joc té una banda sonora composta per Barrington Pheloung, i un doblatge liderat per Rolf Saxon en el paper de George Stobbart.
El joc va rebre una acollida entusiasta per part de la crítica i el públic, i és sovint citat com el millor joc de la sèrie, i un dels millors en el seu gènere. A part de la versió original feta per a PC, també hi ha versions per a Sony PlayStation i Nintendo Game Boy Advance.
La pel·lícula d'aquesta entrega veurà la llum el 2009.

## Broken Sword II: The Smoking Mirror
(Conegut com a "Broken Sword: Las Fuerzas del Mal" en castellà, "Les Boucliers de Quetzalcoatl" en francès i "Baphomets Fluch II: Die Spiegel der Finsternis" en alemany)
El segon joc de la saga va sortir el 1997. L'aventura comença amb en George Stobbart i la Nicole Collard (ara parella) visitant la casa d'un arqueòleg, on són enganyats per un home que segresta la periodista i que lliga en George a una cadira, en una habitació en flames i amb una aranya verinosa apropant-se. A partir d'aquest moment en George Stobbart segueix la pista de la Nicole per tal de salvar-la, i descobrir que estan endinsats en un complot internacional relacionat amb un malèfic déu maia i un eclipsi solar.
Un cop més, l'encarregat de la banda sonora va ser Barrington Pheloung, i Rolf Saxon va tornar a liderar el doblatge encarnant el protagonista, però amb una altra veu per a la Nico. Els gràfics són de la mateixa qualitat que la primera part, i uns quants canvis en el motor gràfic permeten incloure efectes com ara fum.
El joc és sovint criticat perquè els seus creadors el varen fer amb presses, com demostren el seu guió, menys elaborat que el de la primera part, i menys llibertat de moviments, el qual causa una jugabilitat més lineal. Malgrat tot, el joc va aconseguir bones crítiques i va ser un èxit, tot i que amb menys vendes que la primera part.
Existeixen versions d'aquest joc per a PC i PlayStation.

## Broken Sword: The Sleeping Dragon
(Conegut com a "Broken Sword: El sueño del dragón" en castellà, "Les Chevaliers du Baphomet: Le manuscrit de Voynich" en francès, "Baphomets Fluch: Der schlafende Drache" en alemany i "Broken Sword: Il sonno del drago" en italià.)
Els dos protagonistes retornen en aquest tercer joc, que va aparèixer l'octubre de 2003 de la mà de la companyia THQ a Europa i The Adventure Company als Estats Units. Aquest cop el joc presenta una interfície completament tridimensional, al contrari que els dos primers jocs, el qual va ser criticat pels defensors del gènere tradicional, però que també rebé una càlida acollida per part d'aquells que volien que la sèrie es modernitzés.
El guió es torna a centrar en l'orde dels Cavallers Templers, que intenten reunir forces després de la seva desfeta al primer joc a través d'una organització que els promet poder, i la trama inclou diversos elements, com el Manuscrit Voynich, sobre els quals s'ha especulat històricament, i porta els personatges a Glastonbury, París, El Caire, Praga i el Congo.
Rolf Saxon torna a posar la veu a en George Stobbart, i la nova dobladora Sarah Crook pren el rol de la Nicole Collard.
S'han realitzat versions de l'original de PC per a la Xbox de Microsoft i la PlayStation 2 de Sony, tot i que aquesta darrera només es troba disponible a Europa. El director de Revolution, Charles Cecil, va mencionar que la creació d'aquesta tercera part va costar 2 milions de lliures.

## Broken Sword: The Angel of Death
El 17 d'agost de 2005, THQ i Revolution varen anunciar que s'estava realitzant el quart joc i que el seu títol seria The Angel of Death ("L'àngel de la mort"). En aquesta darrera aventura, en George Stobbart s'enamora d'una dona misteriosa anomenada Anna Maria, que desapareix portant a en George a resoldre un altre misteri, i intentar salvar el món. L'aventura comença a la ciutat de Nova York, passant pel Vaticà, Istanbul i Arizona. A part del seu nou objecte amorós, Nicole Collard torna a aparèixer, esdevenint de nou un personatge jugable. El joc torna a ser tridimensional, tot i que el sistema de control és diferent: es torna a fer servir el ratolí, a més del teclat, per controlar els personatges. Aquesta entrega només ha aparegut per a l'ordinador a conseqüència del poc èxit que va obtenir la tercera part a les videoconsoles.

## Broken Sword: The serpent's curse
L'últim joc de la saga, anomenat La Maledicció de la serp va veure la llum el primer semestre de 2014. Es tracta d'un reneixament de la saga, ja que la història es reprèn just després dels fets de Broken Sword: The Smoking Mirror.
L'inici i bona part de l'acció central se centra a la Catalunya actual i a la de la Guerra Civil. El robatori d'un quadre i un assassinat en una galeria de París en condicions sospitoses fa que en George i la Nico emprenguin un viatge per esclarir l'assumpte, fet que els portarà també a visitar Londres, on s'enfrontaran amb un temible home de negocis rus.
En aquest nou capítol, s'explica en detall part de la cultura catalana, amb plenes referències al significat d'alguns topònims catalans, així com l'explicació dels tradicionals castells. Una part important de l'acció es desenvolupa al monestir de Montserrat, on en George i la Nico viuran una experiència important.

## Informació tècnica
Broken Sword 1 i 2 fan servir una versió millorada del motor Virtual Theatre de la mateixa companyia Revolution. Tot i que no és possible jugar directament a aquestes dues aventures sota Windows XP, el programa ScummVM els permet executar en aquest sistema operatiu. El tercer joc utilitza el motor RenderWare, mentre que el quart fa servir el motor de Sumo Digital per als gràfics i una versió del RenderWare per a la programació.